# テヘラン 43
『テヘラン 43』 (Тегеран-43) は、1981年のソ連のスパイ映画。監督はアレクサンドル・アロフとウラジミール・ナウモフ。製作国はソ連、フランス、スイス、スペイン。
第二次大戦秘話的スパイスリラーにアンドレイのロマンスを絡ませた3時間超の70mm大作で、モスクワ国際映画祭金賞受賞作品。現代のパリでテロリストを追う刑事役として、アラン・ドロンが出演している。
日本では劇場公開されず、大幅にカットしてドロンの主演作品のように見せかけたビデオが、『テヘラン』というタイトルで発売されたのみである。

## ストーリー
1943年、テヘランでウィンストン・チャーチル、ヨシフ・スターリン、フランクリン・ルーズベルトの三者によるテヘラン会談が行われる事を知ったナチ秘密情報部のシェルナーは暗殺計画を立てて工作員マックスを送り込むが、ソ連工作員アンドレイに阻止される。そして1980年、彼らの運命は再びパリで交錯する。
1943年、プロの殺人犯であるマックス・リチャード（アルメン・ジガルハンヤン）がテヘランを訪れ、3人の政治家を殺害した。彼には、彼の計画について何も知らないフランス人通訳のマリー（ナタリア・ベロクヴォスティコワ）が同行する。マリーはソビエトのシークレットサービスマンであるアンドレイ（イゴール・コストレフスキー）と出会い、彼女は恋に落ちる。アンドレイは、シェルナー（アルバート・フィロゾフ）と写真家（ジョルジュ・ジェレ）も関与する暗殺未遂を防ぐ事ができた。
1980年、マックスは弁護士のレグレイン（クルト・ユルゲンス）の助けを借りて、パリで回想録を出版したいと考えていた。若いパリジャン・フランソワーズ（クロード・ジャド）がマックスの信頼を勝ち取り、彼女は彼の不思議な恋人になった。だが、フランソワーズはシェルナーの為に密かに働いていた。シェルナーが飛行機で人質にされている事から解放された時、パリの検査官フォッシュ（アラン・ドロン）は元の目撃者が殺害されるのを防ぎたいと思っていた。アンドレイは今もパリにいる。彼は再びマリーに会いたいと思っており、マリーの娘ナタリーに会う。検査官はマリーを守ろうとして死ぬ。結局、フランソワーズは怯えたマックスを新しい隠れ場所に連れて行く。マリーが殺され、マックスも殺される。結局、弁護士はマックスの回想録からの文書についてシェルナーとフランソワーズと交渉する。アンドレイはモスクワに戻る。

## 出演
- ナターリャ・ベロヴォスティコヴァ
- イーゴリ・コストレフスキー
- アルメン・ジガルハニャン
- アルベルト・フィロゾフ
- アラン・ドロン
- クロード・ジャド
- クルト・ユルゲンス
- ジョルジュ・ジェレ
- ニコライ・グリニコ